# 倪闽景

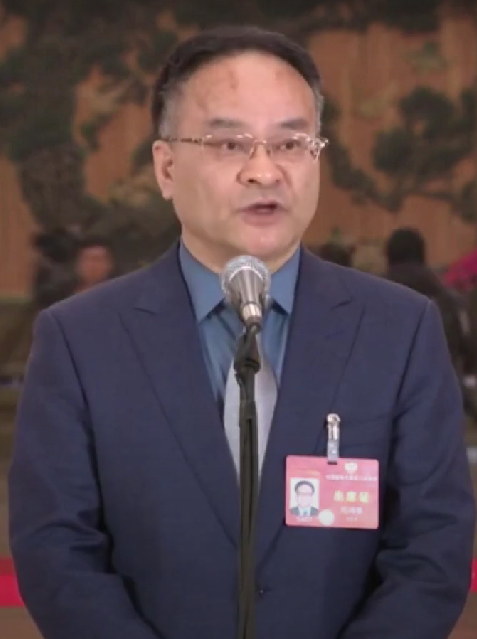
2024年的倪闽景

倪闽景（1967年9月—），男，汉族，浙江嘉善人，中华人民共和国政治人物，上海市原副市长倪天增之子，现任民进上海市委副主委、上海科技馆馆长，曾任上海市教育委员会副主任。第十三、十四届全国政协委员。